# ベイシティミュージック

Bay City Music（ベイシティミュージック)はAIR-G'（エフエム北海道）でかつて放送されていた番組。1988年放送開始、2011年9月放送終了。

## 概要
- 最新のジャズを30分日曜の夜にお届けする番組。

## 放送時間
- 木曜  18：25-18：55  （1988年10月6日 - 1991年?）
- 金曜  18：00-18：30  （1991年4月5日 - 1993年?）
- 日曜　18：30-18：55[1]　（1993年 -2006年3月）
- 日曜深夜（月曜未明）　24：30-25：00　（2006年4月-2008年9月28日）[2]
- 日曜　21：30-22：00　（2008年10月5日-2011年9月）[3][信頼性要検証]

## 出演者
- 須田純(小樽市在住、ジャズイベントの司会で活躍）[2]

## 提供
- かま栄
- 新倉屋
- カナルJ・Bイン